# Поляков, Николай Павлович
Николай Павлович Поляков (09.05.1927 — 22.01.1998) — токарь-расточник Рязанского станкостроительного завода, Герой Социалистического Труда.

## Биография
Родился 9 мая 1927 года в селе Чешуево Рыбновского района Рязанской области в крестьянской семье. Окончил семилетнюю школу в селе Федякино. Два года работал в колхозе «Простор» в родном селе.
В декабре 1944 года был призван в Красную Армию. Служил в десантных войсках, прошёл путь от рядового до младшего лейтенанта, стал инструктором по парашютным прыжкам. Совершил около сотни прыжков.
Демобилизовался в марте 1951 года. Вернувшись из армии, Поляков поступил на работу в депо Рыбное Московско-Рязанской железной дороги помощником кочегара паровоза. В мае 1952 года стал учеником токаря-расточника второго механического цеха Рязанского станкостроительного завода.
Вскоре вошёл в число лучших станочников завода. Им был разработан и внедрён ряд рационализаторских предложений, направленных на усовершенствование технологии производства, улучшение качества продукции, снижение трудовых затрат. Работал на горизонтально-расточном станке.
В январе 1960 года Полякову присуждено звание ударника коммунистического труда, которое затем он многократно подтверждал. Задания восьмой пятилетки были завершены им досрочно и по её итогам Николай Павлович удостоен ордена Ленина. Вместе с токарем-оператором А. Н. Гордеевым Поляков выступил инициатором движения за досрочное выполнение заданий девятой пятилетки. План 1973 года он завершил к 1 ноября, а к декабрю 1974 года выполнил задания личной пятилетки.
За год производительность его труда увеличилась на 11 %, а по сравнению с 1970 годом — на 45 %, при работе на одном и том же станке, при тех же условиях работы — только за счёт большей чёткости в выполнении заданий, более умелого применения оснастки и инструмента.
Указом Президиума Верховного Совета СССР от 3 января 1974 года «за выдающиеся успехи в выполнении и перевыполнении планов 1973 года и принятых социалистических обязательств» Полякову Николаю Павловичу присвоено звание Героя Социалистического Труда с вручением ордена Ленина и золотой медали «Серп и Молот».
Активно участвовал в общественной жизни. Неоднократно избирался членом Рязанского горкома КПСС и парткома завода, был делегатом XXV съезда КПСС. Являлся депутатом и членом Рязанского городского и Рязанского областного Советов народных депутатов ряда созывов, членом президиума областного совета профсоюзов. В 1989 г. ушёл на пенсию. Пенсионер союзного значения. Почётный гражданин города Рязани.
Жил в городе Рязани. Скончался 22 января 1998 года.

## Награды и память
- два ордена Ленина
- четыре медали
- Почетный гражданин Рязани (1988)
- В октябре 2007 года в городе Рязани на доме № 64/22 по ул. Октябрьской, в котором жил Поляков, была открыта мемориальная доска.